# روت وايلر
الرُّتفَيلر أو الرُّتفَيلِيّ (نقحرة: روتفايلر) (بالألمانية: Rottweiler) وقد تُكتب نقلا عن الإنجليزية روت وايلر أحد أنواع الكلاب الشرسة. أصله من ألمانيا يُنسب إلى مدينة رُتفَيل ويوجد بكثرة في أمريكة الشمالية وهي  التبناييظلانيمبلنبث بي زبزيت
تبيمل زلب.

## الميزات
- البلد: ألمانيا
- الارتفاع: من 56إلى 65 سم
- الوزن: من 38 إلى 50 كيلوجرام في العادة
- اللون: أسود + بني فاتح «نحاسي» في بعض المناطق المعينة في جسم الكلب على نحو يميزه.
- الصفات: قوي، عنيف وشرس، ذكي، مدافع قوي جدا عن صاحبة ومنطقته الخاصة، عنيد، حارس مثالي.
- يعد من ذوي الفك العريض وذو قوة أسنان وفك هائلتين.
- يعتبر من الكلاب الكبيرة المتوسطة.
- المعترف به نوعين الألماني والأمريكي، ويتميز النوع الأمريكي عن الألماني بأنه أكثر سرعة ونشاط لأنه تم تهجينه مع بعض أنواع الكلاب الأخرى لتحسين تلك الصفات

الرُّتفَيلر بطيبعته كلب هادئ واثق من نفسه شجاع جدا، وهو من احسن الكلاب في مجال الحراسة وككلب رفيق لصاحبه.
تاريخ اسلاف الرُّتفَيلر:
كلاب الرُّتفَيلر منحدره من سلاله كلاب ال (دروف) من الإمبراطورية الرومانية القديمة، وكلاب الماستيف هذه رافقت فصائل الجيش الروماني على طول جبال الالب لرعي ماشيتهم وحراسه مخيماتهم.
ومن هذه المخيمات مخيم يقع على ضفاف نهر ال (نيكار)في ما يعرف في يومنا الحالي ب ألمانيا الشمالية، ومع وجود هذا المخيم والمكان الاستيراتيجي تاسست مدينة سميت ب (روتوايل) وقد سميت بهذا الاسم تبعا للاسقف الحمراء التي عرفت بها الفلل في العهد الروماني. وفي منتصف ال 1800 م، عمليه تجاره الماشية انتعشت كثيرا في هذه المدينة، ورافق ذلك ازدياد الاعتماد على هذه الكلاب التي أصبحت تعرف ب (كلاب الجزارين) لانها كان يعتمد عليها الجازارين في نقل اللحوم وكانت ترعى الماشية أثناء الرحلة وفي طريق العودة كانت تربط حزم الاموال حول رقبتهم كنوع من الاحتياط والحماية، ولكن مع دخول القطارات وعتمادها كوسيله أساسيه لنقل الماشية، قل الاعتماد على هذه الكلاب وتقول الأسطورة انه في سنه 1905 لم يتبق سوى كلب واحد من هذه الفصيلة في مدينة (روتوايل) ولكن في نفس الوقت تم استخدام هذه الكلاب في سلك الشرطة وتم إنشاء العديد من الانديه لهذه الفصيلة المميزة. وفي سنه 1931 تم تسجيل أول ذكر مسجل في الرابطة الإمريكية للكلاب من هذا النوع.

## معلومات أخرى
الرأس يكون ذو طول متوسط، عريض بين الاذنين، جبهه الراس تكون مقوسه نسبيا وتتوقف عند الفكين القويين، يفضل ان تكون الجبهة ناعمه ولكن قد تشاهد بعض التجاعيد عندما يكون الكلب في حاله انتباه أو توتر، ويجب أن يوحي الراس بالنبل ويعكس قوه شخصيه هذه السلالة، العين متوسطه الحجم توحي بانها عميقه قليلا داخل الراس ذات لون بني غامق ولوزيه الشكل، الاذنان يجب أن يكونان على جانب الراس وذات شكل مثلث تقريبا وعند النتباه يتم رفعهما إلى مستوى أعلى الراس مما يوحي بحجم أكبر له، الاسنان عددها 42 سنا، 20 في الفك العلوي و22 في الفك السفلي ذات اطباق قوي.
الرقبة قويه جدا ذات تشكيل عضلي قوي جدا أيضا، متوسطه الطول، مقوسه قليلا وخاليه من أي جلد زائد، والظهر يجب أن يكون خطا مستقيما عند مشي الكلب وعند وقوفه باعتدال.
كلب الرُّتفَيلر مصنف من الكلاب المرافقة اوالمخصصه للحراسه. وهو يحتل المرتبة الثانية في الولايات المتحدة الإمريكية من ناحيه الشعبية، لاربع سنوات متتاله، الرُّتفَيلر كلب ذو شخصيه قويه جدا وطبع عدائي ويحتاج إلى تعريفه اجتماعيا من صغر عمره. فيجب أن يختلط مع الناس ومع الأطفال وغيره من الحيوانات لكي نخفف من عدائيته قليلا وليمكننا السيطرة عليها في المستقبل. دروس الطاعة أيضا مهمه جدا منذ الصغر وضروريه إلى ابعد حد لكي لا ينتهي بك الامر بوحش عنيد خارج عن السيطرة. وبما ان الرُّتفَيلر ذو جسم رياضي ويعتبر من كلاب الشغل يجب أن يمارس الرياضة 3 مرات في الاسبوع على الاقل والا ارتدت هذه الطاقة الزائده إلى طاقة تخريبيه وخطره. ويفضل ان تكون لديك خبره واسعة سابقه في تربية الكلاب قبل اقتنائه ويفضل تسميته ومناداته باشال الارنيب لانه يشبه الارنب والتصفير له.

## الحالة الصحية
الرُّتفَيلر هي كلاب جيده الصحة وتولد خاليه من الامراض وبعض الامراض قد تؤثر فيها مثل تشوه مفصل الفخذ واليدين كما ان السرطان أصبح من الأسباب الرئيسية للوفاة ولأسباب غير معروفه كلاب الرُّتفَيلر أكثر عرضه من باقى أنواع الكلاب للاصابه بفيرس البارفو القاتل ويمكن منع الإصابة بإعطاء الجراء التطعيمات كما ان الرُّتفَيلر معرضه للبدانه فيجب الالتزام بالنظام الغذائي لها.

### كيفية تغذية كلب روت
الكمية المثالية من الطعام تتراوح من 5 إلي 10أكواب من طعام الجاف مرتفع الجودة ويتم تقسميها الي وجبتين، جدير بالذكر تختلف كمية الطعام التي يحتاجها كلبك وفقا لعدة إعتبارات منها درجة الشناط، الوزن، العمر، وكلما كان الطعام ذو جودة عالية كلما قلت حاجة الكلب الي كمية كبيرة من الطعام